# Movimiento Social Demócrata
El Movimiento Social Demócrata (MSD) fue un partido político chileno socialdemócrata, existente entre 1979 y 1985.
Su símbolo consistía en un puño sosteniendo una rosa, característico de los partidos socialdemócratas europeos.

## Historia
El 5 de junio de 1979, un grupo de personalidades del Partido Radical se retiró del partido en rechazo a las políticas izquierdistas de Anselmo Sule, presidente de la colectividad, y fundó el Movimiento Social Demócrata junto a gran parte de la Social Democracia y algunos elementos de la Democracia Radical. Su objetivo fue aglutinar a todas las expresiones del socialismo democrático en un solo partido, opositor a la dictadura militar.
Entre sus militantes se encontraban Raúl Rettig, Jorge Mario Quinzio, Florencio Galleguillos, Marcial Mora Wackenhut, René Abeliuk, Juan Agustín Figueroa y Luis Bossay.
En 1983, el grupo liderado por Bossay se retira para refundar la Social Democracia, por lo que el MSD queda reducido a Quinzio y sus seguidores. Intentaron unirse a la Alianza Democrática, sin embargo, su ingreso a esta coalición les fue rechazado en mayo de 1984 debido a su acercamiento con el Movimiento Democrático Popular. Por esto, se integraron al Bloque Socialista en noviembre de 1984.
En octubre de 1985, el MSD se integró definitivamente al Partido Radical.

## Directiva
La directiva del MSD, al momento de su fundación estaba integrada por:
- Presidente: Jorge Mario Quinzio.
- Vicepresidentes: Juan Pequeño Botarro, Marcial Mora Wackenhut y Hermes Ahumada Pacheco.
- Secretario general: Diego Portales Frías.
- Tesorero: Mario Farías Fernández.
- Presidente de la Comisión Política: Julio Sepúlveda Rondanelli.